# Ковачева Бара
Ковачева Бара је насељено место града Лесковца у Јабланичком округу. Према попису из 2022. било је 82 становника.

## Положај и тип
Насеље се налази у непосредној близини В. Сејанице. Лежи на земљишту високом око 650 м. Око Ковачеве Баре су и друга села: Дедина Бара, Стрешковац, Градиште итд. Вода за пиће добија се са извора и из неколико бунара. Познатији извори су: Ђелински, Пориђански, Деда Милински, Мужански и др.
Поједини крајеви атара носе ове називе: Мужан, Обешеник, Гмитрова Чука, Бељевина, Бучје, Витлиште, Aрничка, Црквиште, Ковалнак, Старо Село, Циганско Стрниште, Пољане.
У Ковачевој Бари су две махале - Село и Мужан, и неколико мањих група кућа (на пример, Ђелинска и др.). Оне су међусобом издвојене. Прва махала представља главни део насеља. Куће појединих родова углавном су на окупу. У свему Ковачева Бара има 68 домова (1958. г.).

## Постанак села
Ковачева Бара је релативно младо насеље. По општем казивању, оно је основано кратко време после оснивања суседне В. Сејанице, која лежи на плоднијем земљишту. Оснивачи Ковачеве Баре били су Срби досељени из неког копаоничког села. То је било пре око 130 година.
У данашњој махали Село је место Старо Село или Кованлак. Сељаци говоре, да су тамо лежале прве три куће садашњих најстаријих родова: Деда Младеновци, Деда Анђелковци и Деда Ђоринци. Становници тих кућа касније су се разишли по осталим деловима атара.
Ковачева Бара има посебно гробље. Налази се у махали Мужан. Поједини сељаци причају, да је некада кoд данашњег гробља била „латинска" црква. О већим празницима становници посећују цркву у Козару. Потес Циганско Стрниште лежи у истоименом делу села. Тамо су некада живели Цигани.

## Географија
Ковачева Бара се налази у околини варошице Грделица у Грделичкој клисури, десно од Јужне Мораве. Лесковац је удаљен око 25 km. Веће насељено место је и Власотинце које се налази на око 8 km од села, али није спојено добрим путевима тако да се до њега може стићи само заобилазним путем преко Лесковца или Грделице. На 291 km ауто-пута Београд-Прешево, скреће се у Грделицу, а након око 7 km брдско-планинског пута од Грделице стизе се у Ковачеву Бару.
Село лежи на око 700-900 m надморске висине. Око Ковачеве баре смештена су и друга села: Велика Сејаница, Виље Коло, Козаре, Дедина Бара, Градиште, Дадинце итд. Вода за пиће се добија из извора и бунара, а познатији извори су: Ђелински, Пориђански, Деда Милински, Музански и др. Село је разбијеног брдско-планинског типа. Ковачева Бара има две махале - Село и Музан и неколико мањих група кућа. Прва махала представља главни део села, куће појединих родова углавном су у окупу.

## Историја
Ковачева Бара је релативно младо насеље. По општем казивању и изворима, оно је основано кратко време после оснивања суседног села Велике Сејанице, која лези на плоднијем земљишту. Оснивачи данашњег села били су Срби досељени из неког копаоничког села у првој половини 19. века, око 1820. После Другог светског рата, доста становника је прешао у Грделицу.

## Демографија
У насељу Ковачева Бара живи 129 пунолетних становника, а просечна старост становништва износи 41,8 година (39,0 код мушкараца и 44,5 код жена). У насељу има 55 домаћинстава, а просечан број чланова по домаћинству је 3,04.
Ово насеље је у потпуности насељено Србима (према попису из 2002. године), а у последња три пописа, примећен је пад у броју становника.
|             | \| Демографија[2] \| Демографија[2] \| Демографија[2] \| \| Година \| Становника \| Становника \| \| -------------- \| -------------- \| -------------- \| \| 1948. \| 310 \| \| \| 1953. \| 330 \| \| \| 1961. \| 317 \| \| \| 1971. \| 289 \| \| \| 1981. \| 269 \| \| \| 1991. \| 212 \| 208 \| \| 2002. \| 167 \| 172 \| \| 2011. \| 131 \| \| \| 2022. \| 82 \| \| |            |
| Демографија | |            |
| Година      | Становника | Становника |
| 1948.       | 310 |            |
| 1953.       | 330 |            |
| 1961.       | 317 |            |
| 1971.       | 289 |            |
| 1981.       | 269 |            |
| 1991.       | 212 | 208        |
| 2002.       | 167 | 172        |
| 2011.       | 131 |            |
| 2022.       | 82 |            |

| Етнички састав према попису из 2002.‍ | Етнички састав према попису из 2002.‍ | Етнички састав према попису из 2002.‍ | Етнички састав према попису из 2002.‍ | Етнички састав према попису из 2002.‍ |
| ------------------------------------ | ------------------------------------ | ------------------------------------ | ------------------------------------ | ------------------------------------ |
|                                      |                                      |                                      |                                      |                                      |
| Срби                                 | Срби                                 |                                      | 167                                  | 100,0%                               |
| непознато                            | непознато                            |                                      | 0                                    | 0,0%                                 |

| Година пописа     | 1948. | 1953. | 1961. | 1971. | 1981. | 1991. | 2002. |
| ----------------- | ----- | ----- | ----- | ----- | ----- | ----- | ----- |
| Број домаћинстава | 64    | 65    | 77    | 73    | 72    | 57    | 55    |

| Број чланова      | 1  | 2 | 3 | 4  | 5 | 6 | 7 | 8 | 9 | 10 и више | Просек |
| ----------------- | -- | - | - | -- | - | - | - | - | - | --------- | ------ |
| Број домаћинстава | 16 | 9 | 8 | 10 | 4 | 7 | 1 | 0 | 0 | 0         | 3,04   |

| Пол    | Укупно | Неожењен/Неудата | Ожењен/Удата | Удовац/Удовица | Разведен/Разведена | Непознато |
| ------ | ------ | ---------------- | ------------ | -------------- | ------------------ | --------- |
| Мушки  | 67     | 18               | 40           | 9              | 0                  | 0         |
| Женски | 69     | 9                | 44           | 15             | 1                  | 0         |
| УКУПНО | 136    | 27               | 84           | 24             | 1                  | 0         |

| Пол    | Укупно                    | Пољопривреда, лов и шумарство | Рибарство                            | Вађење руде и камена | Прерађивачка индустрија       |
| ------ | ------------------------- | ----------------------------- | ------------------------------------ | -------------------- | ----------------------------- |
| Мушки  | 26                        | 2                             | 0                                    | 0                    | 8                             |
| Женски | 18                        | 8                             | 0                                    | 0                    | 8                             |
| УКУПНО | 44                        | 10                            | 0                                    | 0                    | 16                            |
| Пол    | Производња и снабдевање   | Грађевинарство                | Трговина                             | Хотели и ресторани   | Саобраћај, складиштење и везе |
| Мушки  | 3                         | 11                            | 0                                    | 0                    | 1                             |
| Женски | 0                         | 0                             | 1                                    | 0                    | 0                             |
| УКУПНО | 3                         | 11                            | 1                                    | 0                    | 1                             |
| Пол    | Финансијско посредовање   | Некретнине                    | Државна управа и одбрана             | Образовање           | Здравствени и социјални рад   |
| Мушки  | 0                         | 0                             | 1                                    | 0                    | 0                             |
| Женски | 0                         | 0                             | 0                                    | 0                    | 1                             |
| УКУПНО | 0                         | 0                             | 1                                    | 0                    | 1                             |
| Пол    | Остале услужне активности | Приватна домаћинства          | Екстериторијалне организације и тела | Непознато            | Непознато                     |
| Мушки  | 0                         | 0                             | 0                                    | 0                    | 0                             |
| Женски | 0                         | 0                             | 0                                    | 0                    | 0                             |
| УКУПНО | 0                         | 0                             | 0                                    | 0                    | 0                             |

## Галерија
- Панорама из Велике Сејанице.
- Панорама.
- Панорама.
- Панорама.